# Brasão de armas da República do Congo
No brasão de armas da República do Congo, em um campo de ouro partido por uma onda de verde, aparece como "protetor" um leão galopante de gules, linguado, unhado e armado de verde que segura uma tocha. Sobre o escudo uma coroa de ouro e verde que aparece gravada a denominação oficial do país em francés: "République du Congo" ("República do Congo").
Sustentam o escudo duas figuras com forma de elefante africano de sable, colocadas sobre uma barra de gules. Na parte inferior aparece uma faixa com o lema nacional, "Unité, Travail, Progrès" ("União, Trabalho, Progresso").